# Pavel Bermondt-Avalov
Pavel Rafalovitsj Bermondt-Avalov (Russisch: Павел Рафалович Бермон(д)т-Авалов) (Bermondt wordt ook wel geschreven als Bermont en Avalov als Avalof of Avaloff)  (Tbilisi, 4 maart 1877  – New York, 27 december 1974) was een Russische krijgsheer. Hij was een van de legeraanvoerders van de Witten tijdens de Russische Burgeroorlog.

## Levensloop

### Vroege carrière
Pavel Bermondt werd geboren in Tbilisi in het toenmalige gouvernement Tiflis. Als jongen werd hij geadopteerd door de Georgische prins Michail Avalisjvili. In 1919 voegde Bermondt Avalov, een gerussificeerde versie van de achternaam van zijn adoptiefvader, toe aan zijn eigen naam en ging hij zich ook prins noemen.
Hij kreeg een muzikale opleiding en trad in 1901 toe tot de Transbaikal-kozakken als dirigent van hun koor. In 1904 meldde hij zich als vrijwilliger aan voor de Russisch-Japanse Oorlog. Tijdens die oorlog bracht hij het tot vaandrig. In 1906 stapte hij over naar een ander kozakkenleger, dat van de Oessoeri-kozakken uit het stroomgebied van de rivier Oessoeri. In 1909 trad hij toe tot het eerste regiment lansiers en in 1914 werd hij ritmeester.
Tijdens de Eerste Wereldoorlog viel hij op door zijn moed en raakte hij diverse malen gewond. Hij kreeg de Orde van Sint-George en de Orde van Sint-Anna voor betoonde moed. Na de Februarirevolutie van 1917 benoemde de Voorlopige Regering Pavel Bermondt tot kolonel en tot commandant van een regiment lansiers in Petrograd. Hij accepteerde de benoeming, maar bleef heimelijk trouw aan de tsaar.
Ten tijde van de Oktoberrevolutie bevond hij zich met zijn troepen in Zjytomyr. Hij koos direct partij voor de Witten.

### Burgeroorlog

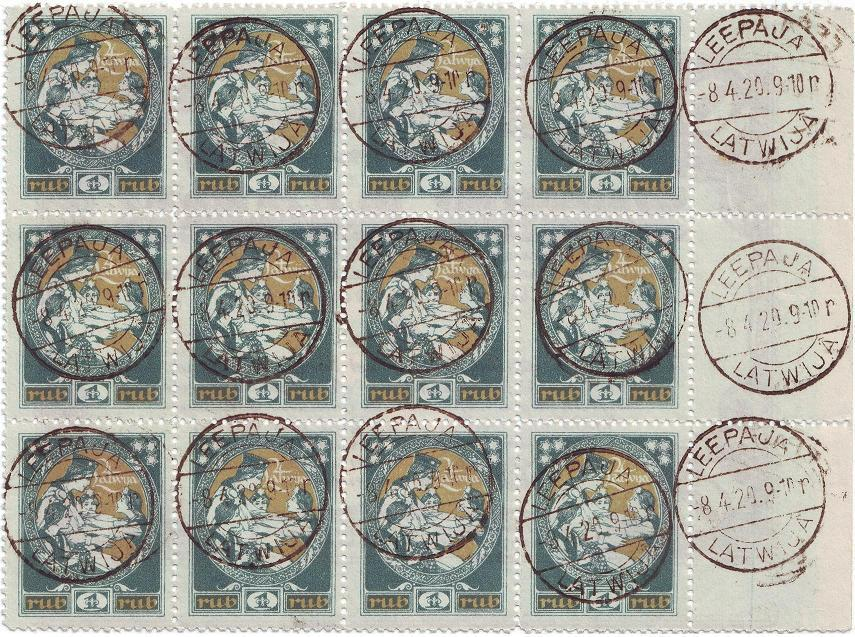
12 postzegels van 1 Letse roebel plus drie lege velden, afgestempeld in Liepāja op 8 april 1920

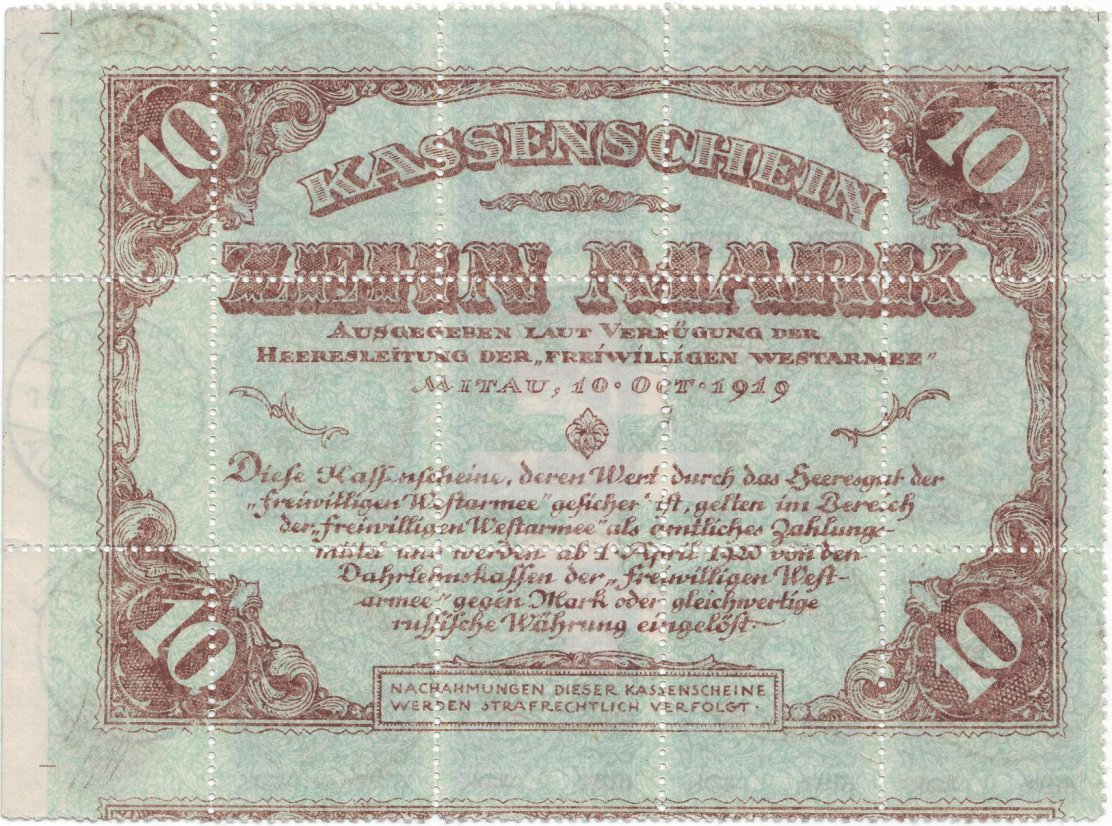
De achterkant van het boven getoonde veldeel: een compleet bankbiljet van 10 Mark van het West-Russische Bevrijdingsleger

In 1918 trachtte Bermondt Kiev te verdedigen tegen zowel het Rode Leger als Oekraïense vrijheidsstrijders. De stad viel echter in december 1918 (tijdelijk) in handen van de Oekraïense vrijheidsstrijders en Bermondt werd gevangengenomen. Hij werd uitgeleverd aan de restanten van de Duitse troepen die tijdens de Eerste Wereldoorlog grote delen van Rusland hadden bezet en zich nog in de buurt van Kiev ophielden. De Duitsers detineerden hem in een krijgsgevangenenkamp bij Salzwedel, waar hij onder zijn medegevangenen begon te werven voor een vrijwilligersleger, dat samen met de Duitse troepen Rusland zou bevrijden van de bolsjewieken en de monarchie zou herstellen. In juni 1919 vertrok hij met ca. 300 vrijwilligers naar de Letse provincie Koerland. Ze noemden zich het West-Russisch Bevrijdingsleger. De buitenwereld noemde hen ook wel de Bermontianen.
Het zojuist onafhankelijk geworden Letland dreigde onder de voet te worden gelopen door Letse en Russische bolsjewieken. De Letse onafhankelijkheidsstrijders kregen steun van de Baltische Landeswehr, die bestond uit achtergebleven Duitse troepen en Baltische Duitsers. De Landeswehr was echter niet geïnteresseerd in een onafhankelijk Letland, maar wilde vooral de Duitse invloed in het Balticum vergroten. In april 1919 was het tot een breuk gekomen. Vanaf dat moment vochten de Duitsers zowel tegen de bolsjewieken als tegen de Letse onafhankelijkheidsstrijders.
Bermondt stelde zich onder het bevel van de Witte generaal prins Anatoli Lieven, maar al in juli 1919 negeerde hij een bevel van Lieven om op te rukken naar het noorden en zich bij het Noordwestelijke Leger van generaal Nikolaj Joedenitsj te voegen. Die trof op dat moment voorbereidingen voor een opmars naar Petrograd met zo veel mogelijk manschappen. Bermondt bleef met enkele duizenden soldaten in Koerland achter en vestigde zijn hoofdkwartier in Mitau, het huidige Jelgava. Hij kreeg versterking van een deel van de Baltische Landeswehr onder generaal Rüdiger von der Goltz. Het West-Russisch Bevrijdingsleger telde nu ca. 50.000 man, waaronder 40.000 Duitsers. Het leger kreeg aanvankelijk financiële steun van Duitsland, maar in de herfst van 1919 stopte die. Het Bevrijdingsleger kreeg nu steun van rijke Duitse particulieren en van de Orde van Sint-Jan. Bermondt-Avalov was zelf lid van de Orde van Sint-Jan en de soldaten van het West-Russisch Bevrijdingsleger droegen een insigne in de vorm van een Maltezer kruis met een doodshoofd en twee zwaarden op de borst.
Bermondt-Avalov, die zich generaal-gouverneur van West-Rusland ging noemen, en von der Goltz staken hun energie in eerste instantie vooral in de vestiging van een eigen staatje in Koerland. Het staatje had eigen postzegels (de meeste waren opdrukken van een Russisch kruis op buitgemaakte Letse en Russische zegels) en eigen geld met Duitse opschriften aan de ene kant en Russische aan de andere. Een grote hoeveelheid half afgewerkte bankbiljetten viel later in handen van de Letten, die de kant die nog blanco was gebruikten om postzegels op te drukken.

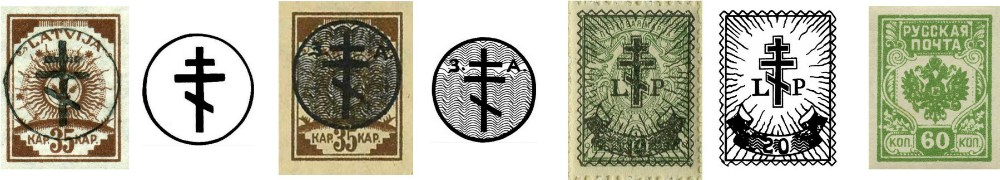
Postzegels van het West-Russische Bevrijdingsleger

In oktober 1919 mengde Bermondt-Avalov zich openlijk in de Letse Onafhankelijkheidsoorlog. Hij keerde zich tegen de Letten en trok op naar Riga. Zijn leger ontmoette onderweg weinig tegenstand en wist een buitenwijk van Riga ten zuiden van de rivier Daugava in te nemen. Hier boden de Letten echter felle tegenstand. Ze kregen hulp van een Brits-Frans vlooteskader, dat Bermondts stellingen aan de Daugava onder vuur nam. Ook de Esten kwamen de Letten te hulp en stuurden twee pantsertreinen. Op 11 november was het West-Russische Bevrijdingsleger verslagen en begon het zich op wanordelijke wijze terug te trekken, al moordend en plunderend. De Letten zetten de achtervolging in en wisten de restanten van het Bevrijdingsleger over de grens met Litouwen te jagen. Onderweg legden Bermondt en zijn mannen nog een groot deel van Mitau, waaronder het voormalige paleis van de hertogen van Koerland, in de as. Litouwen stuurde direct troepen naar zijn noordelijke provincies. Bij Radviliškis vond op 21 en 22 november 1919 de beslissende veldslag plaats. Bermondt-Avalov werd vernietigend verslagen.
Inmiddels oefenden het Verenigd Koninkrijk en Frankrijk zware druk op Duitsland uit om de achtergebleven Duitse soldaten te bewegen terug te keren naar Duitsland. Dankzij de bemoeienissen van vooral de Franse generaal Henri Niessel werkten de Litouwers mee aan de evacuatie van het leger van Bermondt-Avalov naar Oost-Pruisen vanuit Šiauliai, waar de restanten van Bermondts leger zich hadden verzameld en de bevolking terroriseerden. Op 15 december 1919 arriveerden de laatste Witte militairen in Tilsit aan de Litouws-Duitse grens. Bermondt-Avalov, die zichzelf inmiddels benoemd had tot generaal-majoor, vertrok via Duitsland naar Denemarken.

### Na de oorlog
In Denemarken zette Bermondt-Avalov een Deense tak van de Orde van Sint-Jan op. In 1921 vestigde hij zich in Duitsland, waar hij in 1925 zijn memoires publiceerde. In Duitsland was hij betrokken bij een groot aantal ultrarechtse organisaties, waaronder een Russische nationaalsocialistische beweging, die zich de omverwerping van de Sovjet-Unie ten doel stelde. Toen Nazi-Duitsland in 1939 het Molotov-Ribbentroppact had getekend, kwam een dergelijke organisatie het bewind niet langer goed uit en werd ze verboden.
Bermondt-Avalov bracht enige tijd in de gevangenis door en vertrok na zijn vrijlating naar Belgrado. In 1941 emigreerde hij naar de Verenigde Staten. Daar overleed hij in 1974 in New York, 97 jaar oud.

## Onderscheidingen
- Orde van Sint-George
  - 3e klasse
  - 4e klasse
- Orde van Sint-Anna